# Jambu izolowany
Jambu izolowany (Jambu paru) – gatunek pająka z rodziny ptasznikowatych.

## Taksonomia
Gatunek ten opisany został po raz pierwszy w 2024 roku przez Laurę T. Miglio, Carlosa Perafána i Fernanda Péreza-Milesa na łamach „European Journal of Taxonomy”. Jako lokalizację typową wskazano Jarí w brazylijskiej gminie Almeirim. Epitet gatunkowy pochodzi od nazwy krainy Rio Paru d’Este, gdzie odłowiono materiał typowy.

## Morfologia
Samiec osiąga 24 mm długości ciała przy karapaksie długości 11,5 mm i szerokości 11,1 mm, a samica 23,5 mm długości ciała przy karapaksie długości 10,3 mm i szerokości 9,9 mm. Prosoma i odnóża są rudobrązowe do brązowych. Oczy pary przednio-środkowej leżą bardziej z tyłu niż przednio-bocznej, a tylno-środkowej bardziej z przodu niż tylno-bocznej. Jamka karapaksu jest poprzeczna, łukowata. Szczękoczułki mają od 10 do 12 zębów na przedniej krawędzi bruzdy i mniejsze ząbki u jej podstawy w liczbie około 20 u samicy i około 30 u samca. Odnóża pierwszej pary u samca mają na goleni dwa połączone podstawami haki (apofizy), z których tylno-boczny ma dwa megakolce. Opistosoma (odwłok) ma wierzch brązowy do rudobrązowego z jasnobrązowymi dwiema poprzecznymi liniami na przedzie i prawie trójkątną kropką w tyle, spód zaś bladobrązowy. Występują na niej włoski drażniące typu IV. Kądziołki przędne pary tylno-środkowej są silnie rozwinięte, u samca nieco większe niż u samicy.
Nogogłaszczki samca mają goleń z oszczecinionym wyrostkiem po stronie tylno-bocznej i pólkiem czterech kolców po stronie przednio-bocznej. Gruszkowaty bulbus ma prawie trójkątny kil prolateralny dolny, nieobecny kil prolateralny górny, piłkowaną na krawędzi apofizę paraemboliczną, dobrze wykształconą apofizę tegularną oraz nitkowaty embolus. Genitalia samicy zawierają pojedynczą spermatekę.

## Rozprzestrzenienie
Pajęczak neotropikalny, endemiczny dla Brazylii, znany wyłącznie ze stanu Pará.